# Lenk
Lenk (även: Lenk im Simmental) är en ort och kommun i distriktet Obersimmental-Saanen i kantonen Bern, Schweiz. Kommunen har 2 301 invånare (2023).